# Jean Fayard (général)
Pour les articles homonymes, voir Jean Fayard et Fayard.
 (avril 2014).
Jean Marie Fayard, né le 24 septembre 1910 à Génelard, mort le 26 avril 1995 à Boulogne-Billancourt, est un général français du XXe siècle (général de corps d'armée). Il fut résistant pendant la Seconde Guerre mondiale et combattit également durant la guerre d'Algérie.

## Biographie
Il est élève au lycée de Chalon-sur-Saône puis, au lycée du Parc à Lyon.
De 1930 à 1932, il est élève à l'École spéciale militaire de Saint-Cyr. Il en sort en 1932, comme sous-lieutenant et gravit les échelons comme officier d'artillerie.
Pendant la Seconde Guerre mondiale, il est fait prisonnier, s'évade de son camp en Allemagne et rentre dans la Résistance. Ses actions diverses en tant que résistant lui donnent droit à la médaille de la Résistance française. En 1945, il est commandant.
De 1947 à 1948, il est instructeur à l'École supérieure de guerre. En 1952, il est nommé lieutenant-colonel. Il est attaché au cabinet militaire de Pierre de Chevigné, alors secrétaire d'état à la Guerre.
De 1955 à 1957, il est colonel et chef de corps du 5e régiment d'infanterie basé alors au Maroc ; il participe aux opérations d'évacuation de ce régiment du Maroc, devenu indépendant officiellement en 1956.
Il travaille à l'État-major de l'Armée de Terre de 1957 à 1960.
Promu général de brigade en 1960, il est affecté à l'Institut des hautes études de Défense nationale.
De 1961 à 1963, pendant la guerre d'Algérie, il est détaché auprès du général commandant le corps d'armée d'Oran, le général de Pouilly. Il commande la 4e division d'infanterie motorisée et dirige la zone militaire de l'Est-Oranais.
Promu général de division en 1963, il est, jusqu'en 1967, général adjoint au Gouverneur militaire de Paris.
Il termine son parcours comme général de corps d'armée, en 1968, commandant la 2e Région militaire à Lille.
De 1972 à 1982, il assure la présidence nationale du Souvenir français.

## Décorations
- Grand officier de la Légion d'honneur
- Grand-croix de l'ordre national du Mérite
- Croix de guerre 1939–1945
- Croix de la Valeur militaire
- Médaille de la Résistance française (décret du 14 juin 1946)[4]
- Médaille des évadés

## Sources
- Who's who in France, dictionnaire biographique (21e édition) 1989-1990, Éditions Jacques Lafitte, Paris 1989,  (ISSN 0083-9531) ou  (ISBN 2-85784-024-1), Fayard (Jean) page 662.
- Delphine Étienne, Alain Guéna, lieutenant Benoit Lagarde, Officiers généraux de l'Armée de terre et des services (Ancien régime-2010), sous-série GR YD, répertoire alphabétique, Service historique de la Défense, Armée de terre, Château de Vincennes, 2011, Fayard Jean Marie (1910-1995) GCA, cote 14 YD 1808.